# Rezervația Bila-Lala
Rezervația Bila-Lala este o arie protejată de interes național ce corespunde categoriei a IV-a IUCN (rezervație naturală de tip mixt), situată în județul Suceava, pe teritoriul administrativ al comuna Poiana Stampei.

## Localizare
Aria naturală cu o suprafață de 325,10 hectare se află în versantul nord-estic al Munților Rodnei, în bazinele hidrografice ale văii Lala și al râului Bila, în extremitatea vestică a județelui Suceava, la granița cu județul Bistrița-Năsăud și Maramureș.

## Descriere
Rezervația naturală Bila-Lala inclusă în Parcul Național Munții Rodnei, a fost declarată arie protejată prin Legea nr.5 din 6 martie 2000 (privind aprobarea Planului de amenajare a teritoriului național - Secțiunea a III-a zone protejate) și reprezintă o zonă montană (circuri glaciare, văi glaciare, morene, doline, lapiezuri, cascade, abrupturi stâncoase, grohotișuri, păduri și pajiști) cu o mare diversitate de floră și faună specifică Orientalilor.